# 三遊亭らん丈
三遊亭 らん丈（さんゆうてい らんじょう、1959年2月28日 - ）は、日本の落語家、政治家。町田市議会議員（5期）。本名は小野寺 明（おのでら あきら）、旧姓は塩原。落語協会所属。出囃子は『鳩ぽっぽ』、紋は「三ツ組橘」。

## 来歴
東京都町田市森野に生まれる。東京都立町田高等学校を経て、1981年3月に立教大学文学部キリスト教学科を卒業した（神学士）。

### 落語家として
- 1981年4月 - 三遊亭圓丈に入門、一番弟子となる。
- 1982年2月 - 前座となる。前座名は三遊亭丈々寺。
- 1986年9月 - 二ツ目に昇進、三遊亭乱丈と改名した。
- 1996年3月 - 真打昇進。三遊亭らん丈となる。

高座では三省堂の『新明解国語辞典』や蔭山英男の漢字ドリルを読み上げる新作を口演することが多い。
クリスチャン落語家でもあり、1997年の復活祭にカトリック浅草教会にて受洗（洗礼名はイサク・パウロ）。

### その他
社会人大学生として、下記の大学及び大学院を卒業・修了している。
- 2002年3月、立教大学経済学部経済学科（学士（経済学））。
- 2007年3月、早稲田大学社会科学部社会科学科（学士（社会科学））
- 2009年3月、早稲田大学大学院社会科学研究科政策科学論専攻修士課程（修士（学術））
- 2011年3月、早稲田大学大学院法学研究科民事法学専攻修士課程（修士（法学））
- 2013年3月、一橋大学国際・公共政策大学院国際・公共政策専攻専門職学位課程（国際・行政修士（専門職））
- 2018年、慶應義塾大学大学院法学研究科政治学専攻公共政策専修コース（修了証（公共政策））[2]

## 政治家としての経歴
2006年3月、町田市議会議員に当選。平成19年度決算特別委員会委員長、議会改革調査特別委員会副委員長を務めた。2010年3月に再選され、建設常任委員会委員長、文教社会常任委員会副委員長を務めるとともに、「自由 民主」会派代表となる。2014年3月、3選。2018年3月に4選され、議会運営委員会委員長を務める。2022年2月に前回より得票数を伸ばし、5選。

## 著作

### 論文
- 『ソシオ サイエンス』第15号、早稲田大学大学院社会科学研究科、2009年、232頁。